# Copelatus subterraneus
Copelatus subterraneus is een keversoort uit de familie waterroofkevers (Dytiscidae). De wetenschappelijke naam van de soort is voor het eerst geldig gepubliceerd in 1978 door Guéorguiev.